# Aksel Hansen (Badminton)

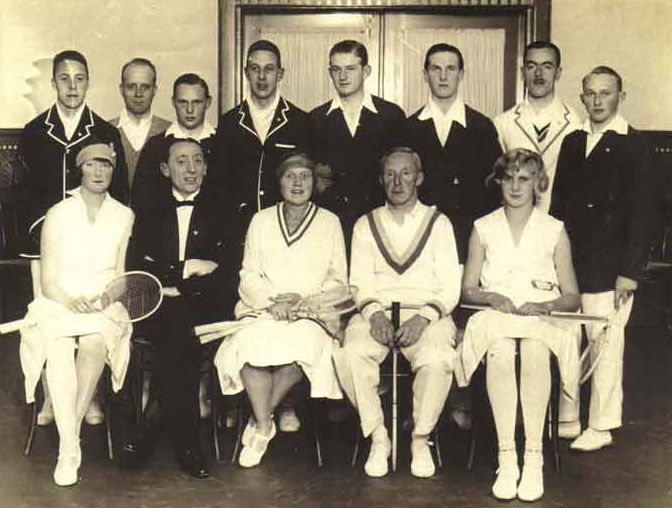
Strollers 1928

Aksel Hansen (* 11. Mai 1907; † 1993) war ein dänischer Badmintonspieler. 

## Karriere
Aksel Hansen wurde 1931 erstmals nationaler Meister in Dänemark. Weitere Titelgewinne folgten 1934, 1935 und 1937. 1935 gewann er die Denmark Open. Sechs Mal repräsentierte er Dänemark im Nationalteam. Hansen war ebenfalls als Tennisspieler aktiv.